# Crepis mollis
Crepis mollis là một loài thực vật có hoa trong họ Cúc. Loài này được (Jacq.) Asch. mô tả khoa học đầu tiên năm 1864.